# Juan Roco de Campofrío
Juan Roco de Campofrío (8. června 1565, Alcántara – 16. září 1635, Alcántara) byl španělský duchovní, biskup a blízký spolupraovník arcivévody Alberta Habsburského. Je znám především jako autor zprávy popisující pobyt arcivévody Alberta ve španělském Nizozemí.